# Eşref (Zeitschrift)
Die osmanische Zeitschrift Eşref (osmanisch اشرف İA Eşref) erschien wöchentlich von 1909 bis 1910 in insgesamt 26 Ausgaben in Istanbul. Ihre inhaltliche Ausrichtung beschränkte sich größtenteils auf literarische Themen sowie satirische Darstellungen und Texte.